# City BKK
City BKK était une société d'assurance mutuelle allemande.

## Histoire
City BKK est créée en 2004 par la fusion de BKK Berlin et BKK Hamburg. Un an après, elle amalgame BKK Bauknecht et Benevita BKK. La mutuelle avec 400 salariés et 130 000 assurés (en juin 2011) est présente dans le Bade-Wurtemberg, la Bavière, Berlin, le Brandebourg, Brême, Hambourg, la Hesse, la Basse-Saxe, la Rhénanie-Westphalie, la Sarre, la Saxe, la Saxe-Anhalt (Halle et Magdebourg), le Schleswig-Holstein et la Thuringe. L'organisation parapluie est le BKK du Bade-Wurtemberg. En 2009 et 2010, son activité aboutit à une dette de 50 millions d'euros. Comme Betriebskrankenkasse für Heilberufe et Gemeinsame Betriebskrankenkasse Köln, City BKK demande à la Bundesversicherungsamt une insolvabilité. La faillite est menaçante en septembre 2010 ; le 19 novembre 2010, la liquidation de City BKK est évitée.
La filiale Kranke Kasse, destinée aux jeunes, disparaît le 22 février 2011.
Le 30 juin 2011, City BKK est fermée par la Bundesversicherungsamt, car elle ne peut pas garantir une performance économique stable. City BKK est la première compagnie d'assurance-maladie devenue insolvable après l'introduction du fonds de santé. City BKK n'a plus alors que cinq bureaux, 400 salariés et cependant encore 130 000 assurés. Toutes les transactions de City BKK et sa liquidation sont assurées par la Körperschaft des öffentlichen Rechts.

## Source de la traduction
- (de) Cet article est partiellement ou en totalité issu de l’article de Wikipédia en allemand intitulé « City BKK » (voir la liste des auteurs).